# SSD Sporting Lucchese
AS Lucchese Libertas 1905 is een Italiaanse voetbalclub uit Lucca, Toscane.

## Geschiedenis
De club werd opgericht op 25 mei 1905 en was het allereerste voetbalteam uit Lucca. De eerste naam was Lucca Football Club en de gebroers Vittoria en Guido Mensini waren de medeoprichters. In 1919/20 won de club de Goblet of the King en de beker van Toscane.
In 1924 fuseerde de club met Sport Union Lucchese Libertas. Tijdens de jaren 30 promoveerde de club naar de Serie B en in 1936 naar de Serie A en degradeerde na drie seizoenen terug. In 1947 promoveerde de club terug en werd in het tweede seizoen 8ste, de volgende seizoenen eindigde de club in de middenmoot tot een degradatie volgde in 1952.
In 2008 werd de club uitgesloten van deelname aan de Serie C vanwege te hoge schulden. In afwachting van het faillissement werd ze naar de Serie D gedegradeerd. De naam werd veranderd van AS Lucchese-Libertas in SSD Sporting Lucchese.
De Lucchese Libertas niet tijdens de maand december 2008.
De Sporting Lucchese won het kampioenschap van de Serie D / en 2008/2009 en het komende jaar zal spelen in de Lega Pro Seconda Divisione, de onderneming neemt de naam van Lucchese Libertas in 2009/2010 won hij de tweede divisie en werd gepromoveerd tot eerste divisie

## Bekende ex-spelers
- Aldo Olivieri
- Corrado Grabbi
- Luis Oliveira
- Salvatore Tedesco
- Francesco Cozza
- Ivan Franceschini
- Eusebio Di Francesco
- Giovanni Galli